# Булахова Ірина
Іри́на Була́хова (* 1978) — українська гімнастка, призерка чемпіонату Європи.

## З життєпису
Народилась 1978 року в місті Кривий Ріг.
1994 року виступила на чемпіонаті Європи, що проходив у Стокгольмі, завоювала бронзову медаль у командних змаганнях з Наталією Калініною та Лілією Подкопаєвою. Посіла 4 місце в багатоборстві і 6 місце у вільних вправах.
Згодом представляла Україну на Іграх доброї волі в Санкт-Петербурзі, посіла 3 місце в командних змаганнях, 8 місце в змаганнях на брусах і 6 місце у вільних вправах.
Того ж року брала участь у Чемпіонаті світу, зайнявши 16 місце в багатоборстві.
1995 року Ірина разом з Рустамом Шаріповим завоювала срібну медаль на Міжнародних змаганнях змішаних пар у Сіетлі.
Також змагалася на Чемпіонаті світу, зайнявши 5 місце в командних змаганнях.